# Молодой Карл Маркс

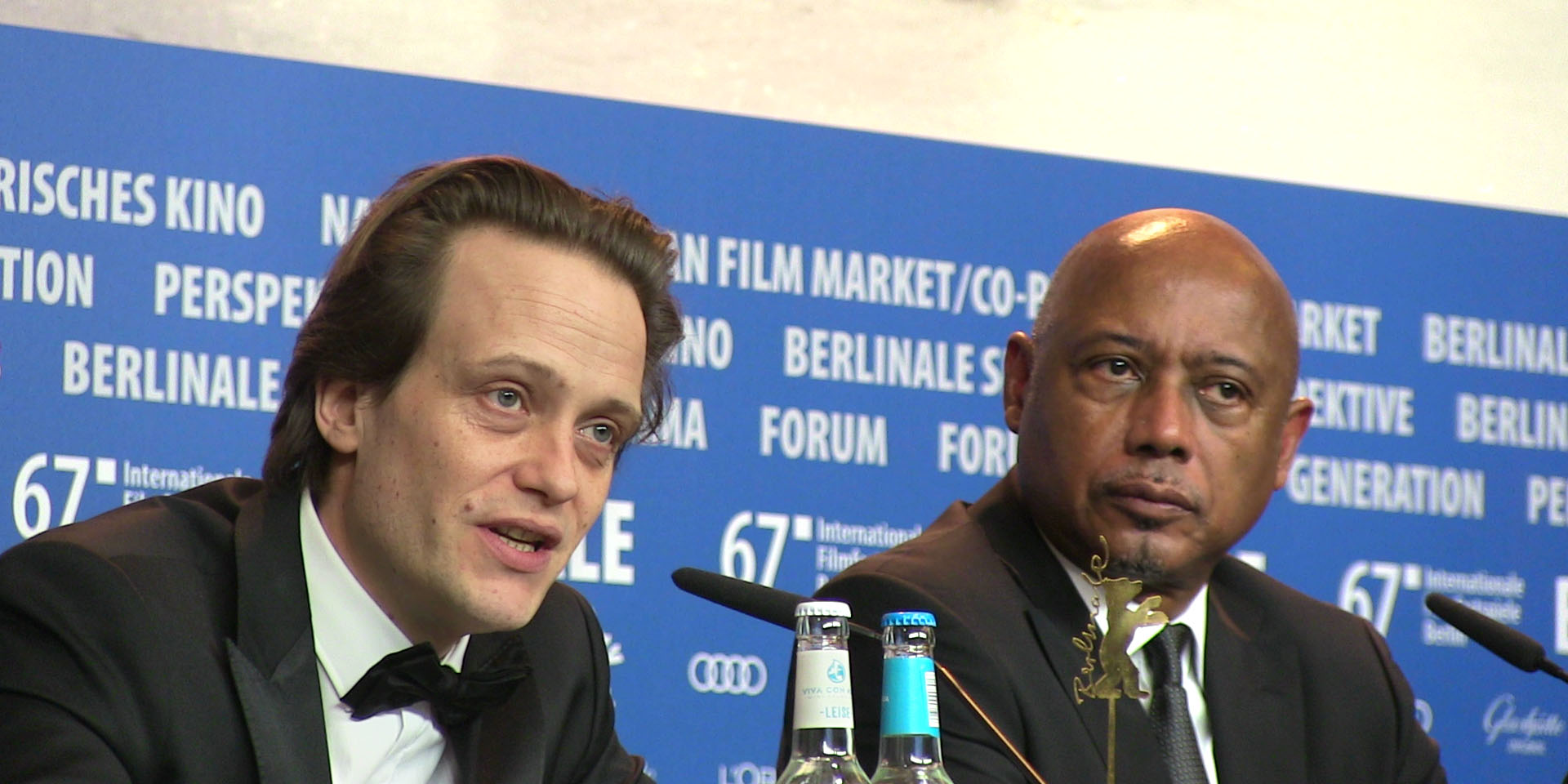
Аугуст Диль и Рауль Пек на 67-м Берлинском международном кинофестивале

«Молодой Карл Маркс» (фр. Le jeune Karl Marx; нем. Der junge Karl Marx) — исторический драматический фильм гаитянского кинорежиссёра и политического активиста Рауля Пека, вышедший на экраны в 2017 году. Лента, снятая по сценарию Пека в соавторстве с Паскалем Боницером, повествует о молодых годах Карла Маркса, в заглавной роли снялся немецкий актёр Аугуст Диль. Мировая премьера фильма состоялась 12 февраля 2017 года на 67-м Берлинском международном кинофестивале.

## Сюжет
События фильма начинаются в 1844 году со сцены сбора бедняками валежника в лесу, что они делали издавна. Но правительство объявило сбор древесины преступлением, поскольку по закону это частная собственность помещиков. Бедняки подвергаются преследованиям со стороны правительственных чиновников и внесудебным убийствам. 26-летний сын высокопоставленного судейского чиновника Карл Маркс окончил Берлинский университет, имеет степень доктора философии, но преподавательская деятельность в альма-матер для него закрыта из-за увольнения его научного руководителя как неблагонадёжного. Маркс редактирует оппозиционную газету, пишет острые социальные статьи, в которых называет власть грабителями, грабящими население по придуманным ими же законам. Он считает, что класс буржуазии завладел самим государством. За такие публикации Маркса высылают из Германии.
Маркс переезжает в Париж вместе с молодой женой Женни и маленькой дочерью. Именно здесь он знакомится с Фридрихом Энгельсом, наследником богатого фабриканта, который видит плохое отношение к рабочими, включая детей. Под его влиянием Карл отошёл от утопического социализма и углубился в политэкономию, создавая теоретический фундамент, призванный объяснить и упорядочить стихийные протесты. Друзья начинают вместе создавать новое политическое движение, направленное на реформы условий труда и объединение рабочих. Они устраивают переворот во время собрания Союза справедливых и создают на его месте Союз коммунистов. Фильм заканчивается публикацией «Манифеста Коммунистической партии» в революционном 1848 году.

## В ролях
- Аугуст Диль — Карл Маркс
- Штефан Конарске — Фридрих Энгельс
- Вики Крипс — Женни фон Вестфален
- Оливье Гурме — Пьер-Жозеф Прудон
- Ханна Стил — Мэри Бёрнс
- Александр Шеер — Вильгельм Вейтлинг
- Ханс-Уве Бауэр — Арнольд Руге
- Михаэль Бранднер — Иосиф Молль
- Иван Франек — Михаил Бакунин
- Петер Бенедикт — Фридрих Энгельс-старший
- Нильс-Бруно Шмидт[нем.] — Карл Грюн
- Мари Майнценбах[нем.] — Ленхен
- Стивен Хоган — Томас Нейлор
- Рольф Канис — Мозес Гесс

## Оценки кинокритиков
На сайте агрегаторе обзоров Rotten Tomatoes фильм имеет рейтинг одобрения 63 % на основе 51 отзыва и средний рейтинг 6/10. Рецензия сайта: «Молодой Карл Маркс предпринимает отважную попытку сделать философское кино, но ему не хватает глубины, чтобы затронуть сложные темы».
На Metacritic фильм имеет средневзвешенный балл 62 из 100, основанный на 14 отзывах.
В рецензии Питера Брэдшоу для The Guardian фильм получил четыре звезды из пяти. «Это не должно было работать, но это сработало благодаря интеллектуальной актёрской игре, а также выдержке и концентрации сценаристов и режиссёров».
Энтони Скотт из New York Times назвал его «и интеллектуально серьёзным и увлекательно свободным по духу».
В обзоре Inside Higher Ed Скотт Маклеми описал фильм как «детализированный и удивительно точный портрет революционера в молодости», отметив историческую достоверность фильма.
В статье для New Statesman Сюзанна Мур описала фильм как «яркий, смелый и полностью захватывающий» и «во многом обычный биографический фильм, вдохновлённый его исполнением и его настойчивостью в том, что идеи имеют значение».

### Награды и номинации
- Гранд-при на кинофестивале в  Траверс-Сити, 2017[9]

## Видео
Фильм был выпущен на Blu-ray и DVD в некоторых регионах Европы, хотя, как сообщается, в этих выпусках отсутствуют английские субтитры для обширных отрывков диалогов на немецком или французском языках, и они привязаны к региону. Для рынка Северной Америки был выпущен DVD-диск «Регион 1» с английскими субтитрами.